# Хњездње
Хњездње (слч. Hniezdne) насељено је мјесто са административним статусом сеоске општине (слч. obec) у округу Стара Љубовња, у Прешовском крају, Словачка Република.

## Становништво
| Година:    | 1994. | 2004.   | 2014.   | 2024.   |
| ---------- | ----- | ------- | ------- | ------- |
| Број људи: | 1370  | 1397    | 1446    | 1401    |
| Разлика:   |       | +1,97 % | +3,50 % | -3,11 % |

| Година:    | 2023. | 2024.   |
| ---------- | ----- | ------- |
| Број људи: | 1409  | 1401    |
| Разлика:   |       | -0,56 % |

Према подацима о броју становника из 2024. године насеље је имало 1401 становника.